# 니콜라 카라바티치
니콜라 카라바티치(프랑스어: Nikola Karabatic, 세르비아어: Никола Карабатић, Nikola Karabatić, 1984년 4월 11일~)는 프랑스의 핸드볼 선수로 포지션은 센터백이다. 현재 프랑스 리그의 파리 생제르맹 소속으로 뛰고 있다. 선수 기간 동안 프랑스, 독일, 스페인 리그에서 총 21번 우승을 차지했으며, 몽펠리에 HB 소속 시절인 2003년, THW 킬 소속 시절인 2007년, 바르셀로나 소속 시절인 2015년에 챔피언스리그 우승을 차지했다.
국제 대회에 프랑스를 대표하여 참가하였으며, 올림픽 우승 3회(2008, 2012, 2020), 세계 선수권 대회 4연패(2009, 2011, 2015, 2017), 유럽 선수권 대회 3회 우승(2006, 2010, 2014)을 달성했다. 그는 프랑스 대표팀 최다 세계 규모 메이저 국제 대회 입상 기록(메달 11개)을 보유하고 있다.